# Перебора Артем Анатолійович
Артем Анатолійович Перебора (нар. 27 січня 1991, Дніпро, Україна) — український футболіст, півзахисник київського СК «Полтава».

## Життєпис
Народився в Дніпрі. Вихованець молодіжної академії однойменного клубу, у структурі якого й розпочав дорослу футбольну кар'єру. У 2007 році виступав за аматорську команду «Дніпра» в чемпіонаті Дніпропетровської області. На професіональному рівні дебютував 24 липня 2010 року  за «Дніпро-2» в програному (0:1) поєдинку 2-го туру Першої ліги України проти «Олімпіка». У першій половині сезону 2010/11 років провів 13 матчів у Першій лізі. З 2011 по 2013 рік виступав за «Колос» (Зачепилівка) в аматорських турнірах. З 2013 по 2016 рік виступав в чемпіонаті Дніпропетровської області за «Олімпік» (Петриківка) та «ВПК-Агро». У 2016 році виступав також за аматорську футзальну команду «М'ясна традиція» (Дніпро). У середині квітня 2016 року приєднався до «Скорука». У футболці клубу з Томаківки пройшов шлях від учасника обласних футбольних змагань до професійних загальноукраїнських турнірів. На професіональному рівні за «Скорук» дебютував 25 липня 2021 року в нічийному (0:0) виїзному поєдинку 1-го туру групи Б Другої ліги України проти дніпровської «Перемоги». Артем вийшов на поле на 63-й хвилині замість Сергія Цибульського. У сезоні 2021/22 років допоміг команді посісти 2-ге місце в групі Б Другої ліги. Першим голом за «Скорук»  відзначився 27 листопада 2022 року на 45+5-й хвилині переможного (2:0) домашнього поєдинку 14-го туру групи Б Першої ліги України проти СК «Полтава». Перебора вийшов на поле в стартовому складі та відіграв увесь матч. На професійному рівні за томаківський клуб провів півтора сезони, за цей час у чемпіонатах України зіграв 41 матч (4 голи), ще 3 поєдинки відіграв у кубку України.
На початку липня 2023 року став гравцем «Полтави». У футболці городян дебютував 29 липня 2023 року в програному (0:5) виїзному поєдинку 1-го туру групи Б Першої ліги України проти петрівського «Інгульця». Артем вийшов на поле в стартовому складі та відіграв увесь матч. Першим голом за «городян» відзначився 10 вересня 2023 року на 59-й хвилині (реалізував пенальті) переможного (3:1) виїзного поєдинку 7-го туру групи Б Першої ліги України проти «Гірника-Спорту». Перебора вийшов на поле на 56-й хвилині замість Максима Горжуя.